# Dissonia
Dissonia é uma categoria usada pela OMS para se referir a perturbações do sono, classificados como problemas do sistema nervoso (letra G do CID 10), predominantemente orgânicos mas com fatores psicológicos importantes. No DSM-IV-TR são classificados como transtornos primários do sono. Se diferencia das parassonias (como pesadelos, terror noturno e sonambulismo), pois estas se referem a transtornos mentais e comportamentais (letra F do CID 10), cujo tratamento é predominantemente comportamental, respondendo pouco a medicamentos.

## Classificações
No CID-10 as dissonias podem ser classificadas em:
- CID 10 - G47.0: Distúrbios do início e da manutenção do sono (insônias primárias)
- CID 10 - G47.1: Distúrbios do sono por sonolência excessiva (hipersonia primárias)
- CID 10 - G47.2: Distúrbios do ciclo vigília-sono (ou Transtorno do ritmo circadiano)
- CID 10 - G47.3: Apneia de sono
- CID 10 - G47.4: Narcolepsia e cataplexia

## Ligação externa
Artigo sobre transtornos do sono e respetivo tratamento psicológico: 